# Gloriette (Vienna)
Gloriette di Vienna (o Gloriette di Schönbrunn) è un edificio del tipo gloriette eretto nel 1775 nel parco del palazzo di Schönbrunn ad opera dell'architetto austriaco Johann Ferdinand Hetzendorf von Hohenberg.

## Storia e descrizione

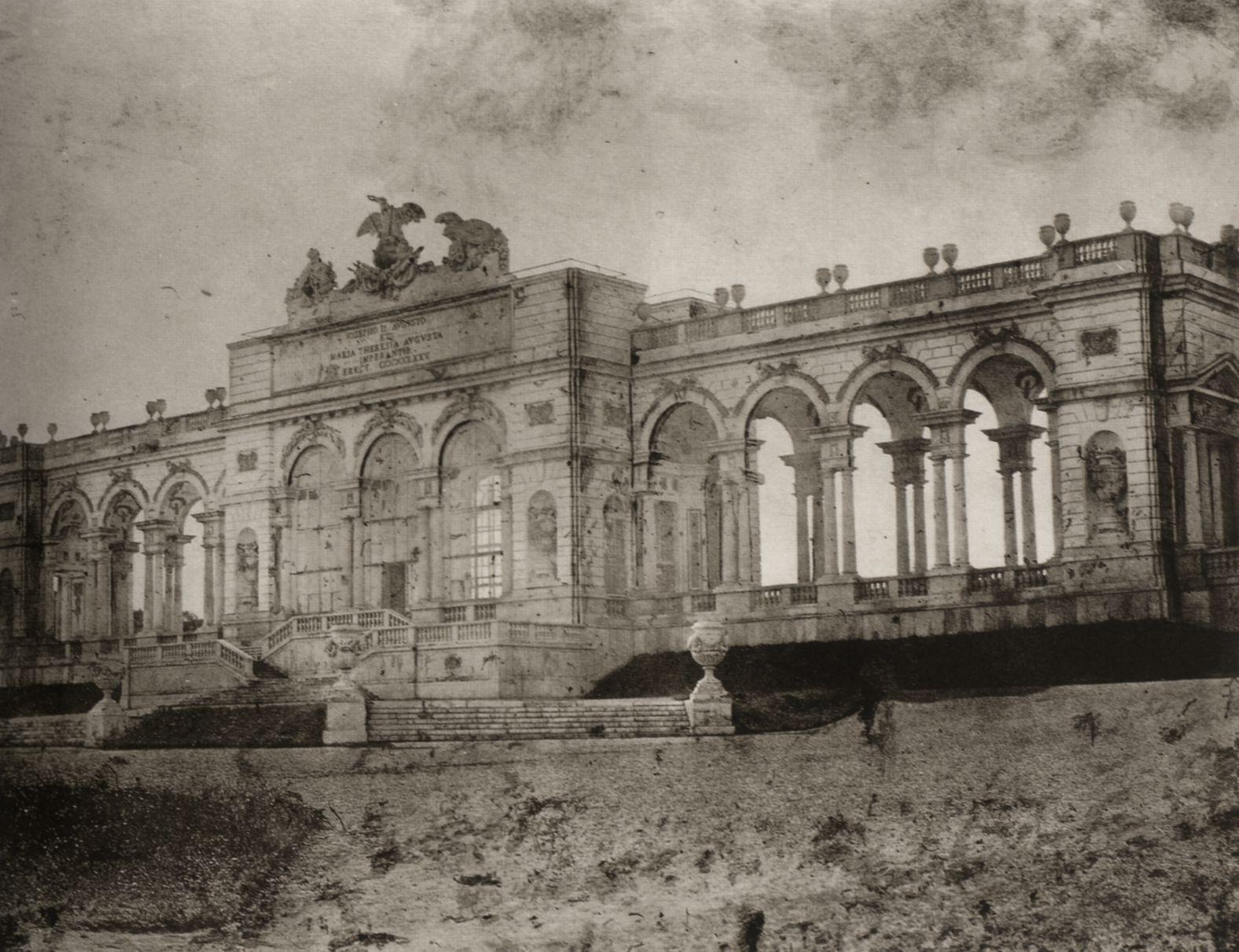
Veduta della gloriette nel 1854

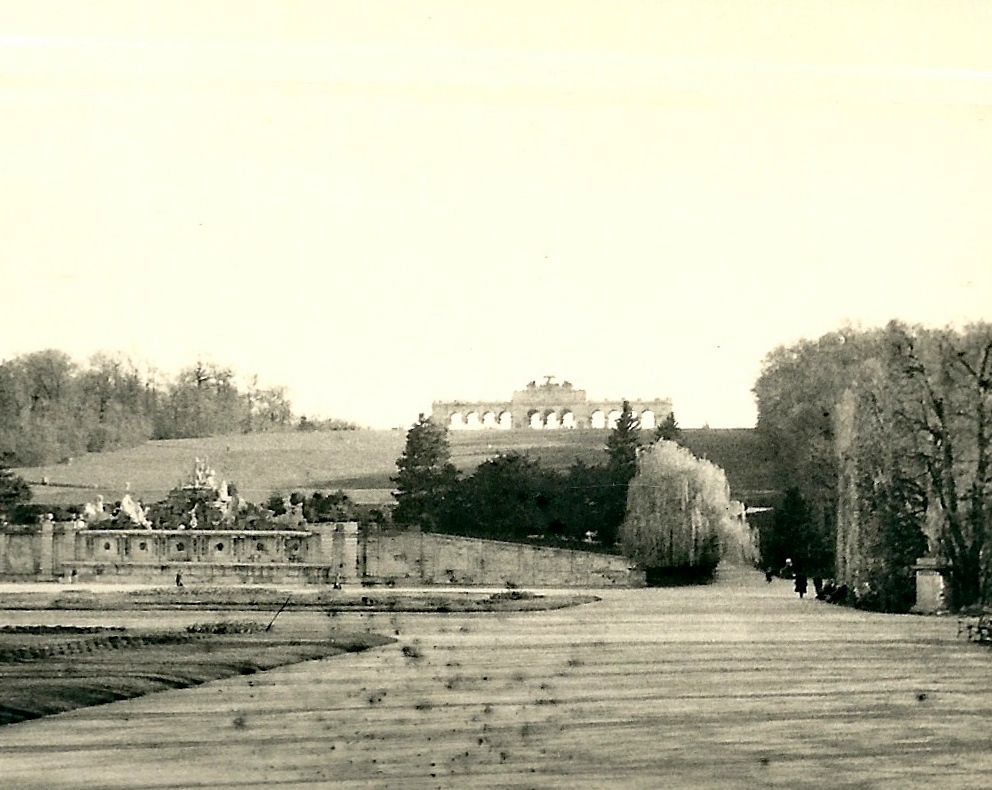
La Gloriette nel 1952

La Gloriette fu eretta nel 1775 come ultimo fabbricato del parco del castello di Schönbrunn, secondo il progetto dell'architetto Johann Ferdinand Hetzendorf von Hohenberg, come "Tempio della fama" e principale attrazione del parco e fu costruita sul punto panoramico più alto del giardino. È costituito da un corpo centrale massiccio con tre grosse finestrature ad arco, affiancato ai lati da due doppi colonnati, che delimitano una galleria, costituiti ciascuno da tre colonne che sorreggono altrettanti archi (i due archi estremi poggiano da un lato su un breve corpo laterale), i quali a loro volta sostengono un tetto piano che funge da piattaforma panoramica, con vista su Vienna.
L'edificio misura 84,3 m di lunghezza, 14,6 m di larghezza e 25,95 m di altezza. La galleria e le colonne sono realizzate in pietra bianca e dura, con la quale sono stati anche realizzati i motivi ornamentali come le teste di toro e altre parti. Le sculture decorative sono opera di Giovanni Battista Hagenauer (1732-1810), uno scultore bavarese. La Gloriette funse successivamente come salone da pranzo e da festa, ma anche come sala per la prima colazione dell'imperatore Francesco Giuseppe. L'uso come salone da pranzo durò fino alla fine della monarchia asburgica. Oggi vi si trova un caffè.
Dal 1790 fino al 1910 le tre aperture ad arco centrali furono racchiuse da vetrate. Queste furono eliminate e la Gloriette divenne uno spazio aperto. Durante la seconda guerra mondiale la Gloriette subì pesanti danni a causa dei bombardamenti, ma già nel 1947 fu ripristinata e nel 1995 fu completamente restaurata. Dopo un dibattito, soprattutto da parte degli architetti, che reclamavano un aspetto conforme ai tempi, negli anni novanta fu realizzata una nuova vetratura in stile storicistico, basata su vecchie fotografie e dall'aprile 1996 inserito il Caffè.

## Dedica

Iscrizione sulla Gloriette

La  Gloriette è un monumento dedicato alla guerra giusta, che ha portato alla pace. Con la successione al trono di Maria Teresa riguardò prima la guerra di successione austriaca e poi la guerra dei sette anni.
Sulla parte frontale si trova la seguente iscrizione:
IOSEPHO II. AVGVSTO ET MARIA THERESIA AVGVSTA IMPERANTIB. ERECT. CIƆIƆCCLXXV
(Eretto nel 1775 sotto il governo dell'imperatore Giuseppe II e dell'imperatrice Maria Teresa)
La grafia degli anni risale alla lettera greca Φ (Phi) per 1000. Nell'antica Roma era anche in uso rappresentare il numero 1000, anziché la lettera M, la Phi (CIƆ), così come al posto della D per rappresentare 500, la "mezza Phi" (IƆ).
Una parte essenziale dell'iscrizione è l'aggiunta di AVGVSTO e AVGVSTA. Essa stabilisce il legame all'imperatore divino AVGVSTVS, quali suoi eredi e successori, agli Asburgo nella loro funzione di imperatori del Sacro Romano Impero.

## Galleria d'immagini

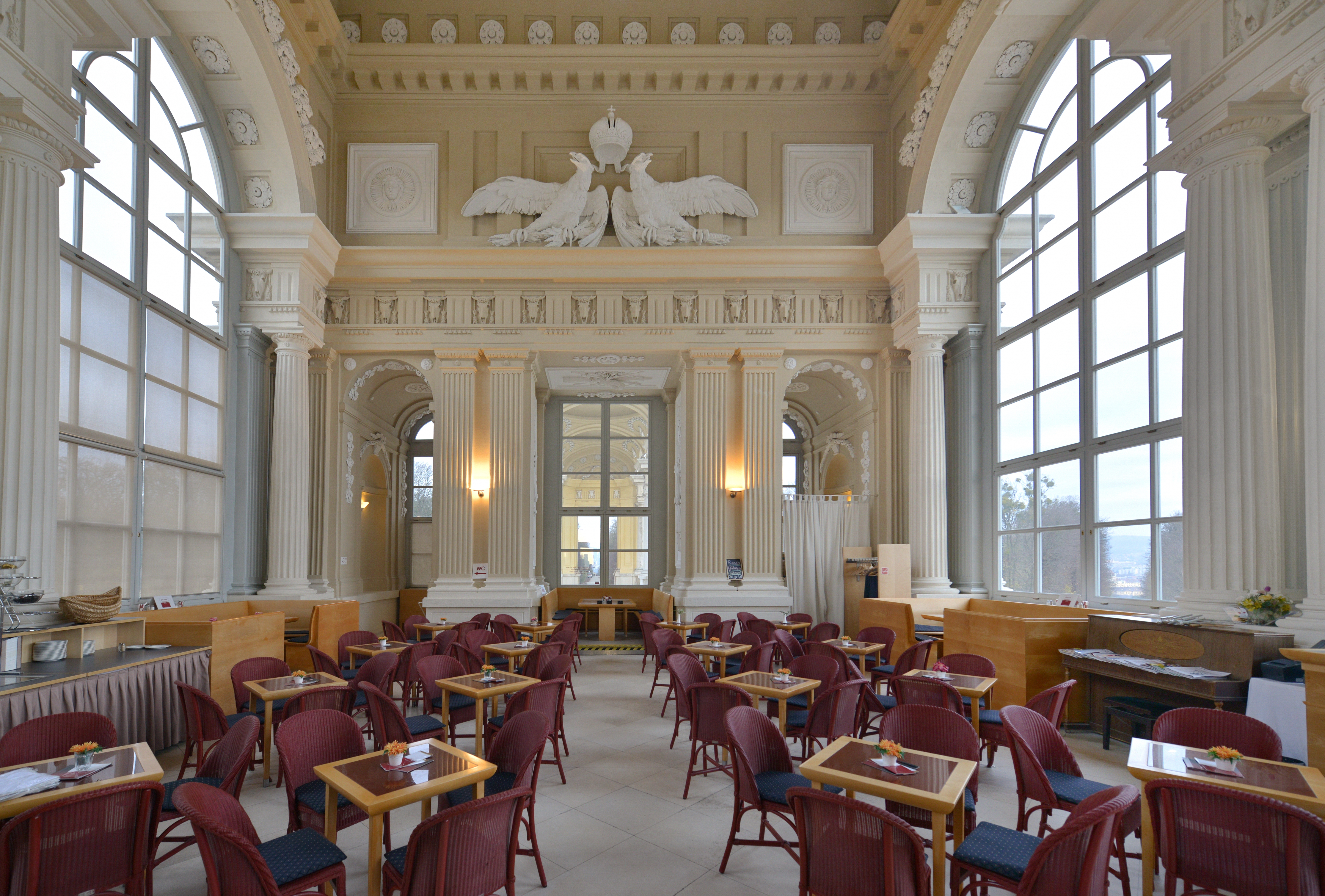
L'interno della Gloriette con il Caffè
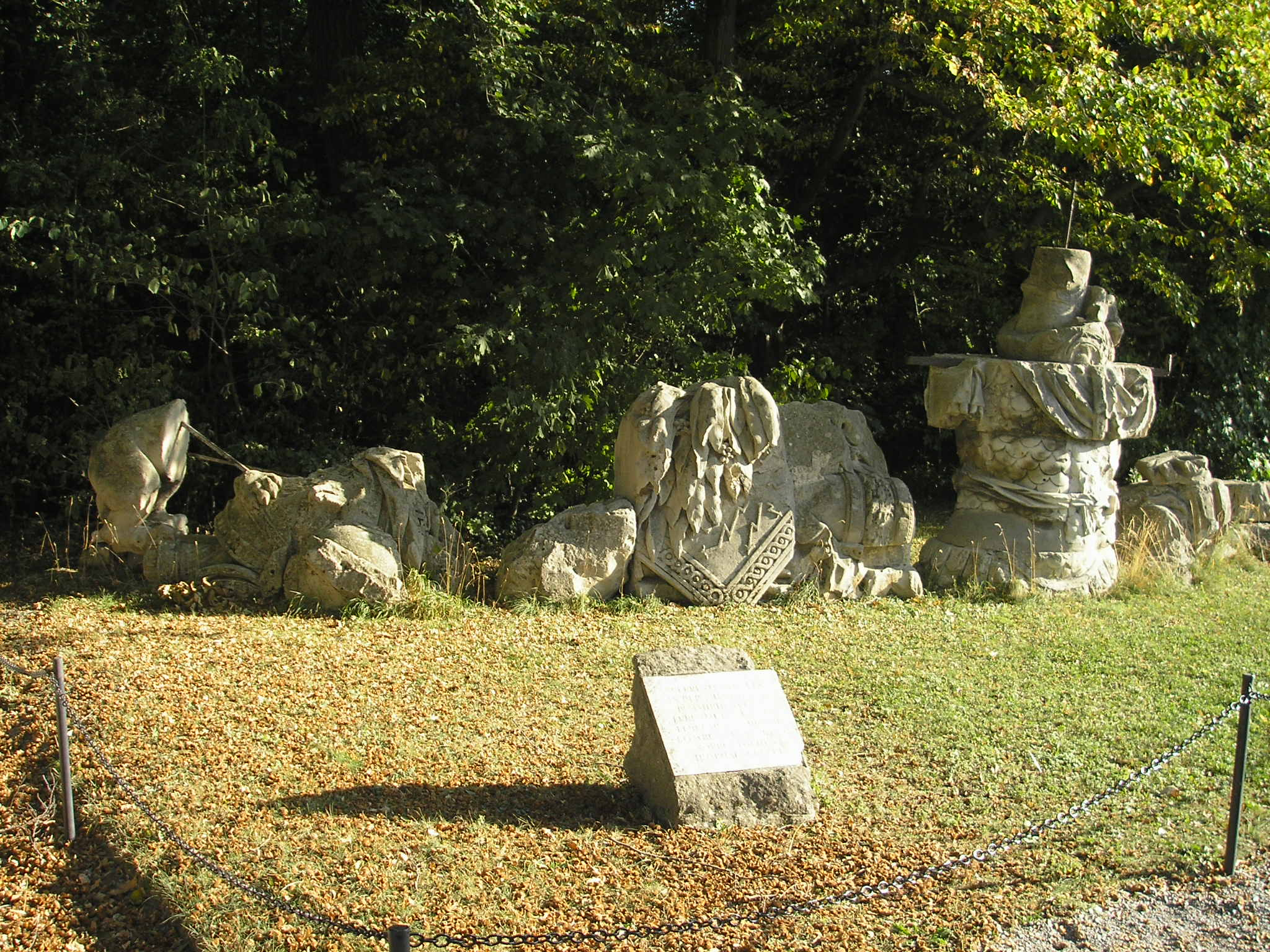
Rovine della seconda guerra mondiale
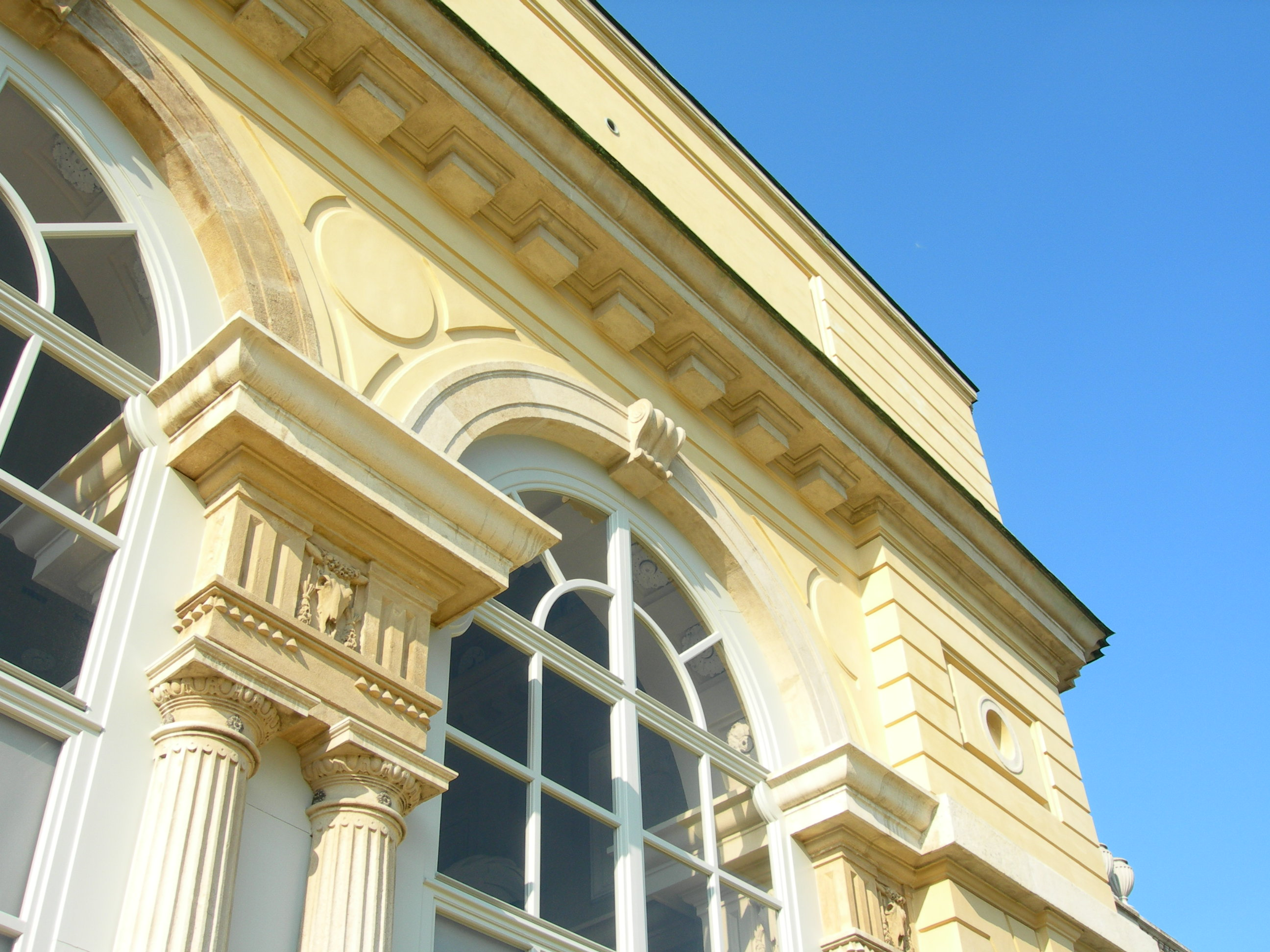
Nuova vetratura in stile storicistico
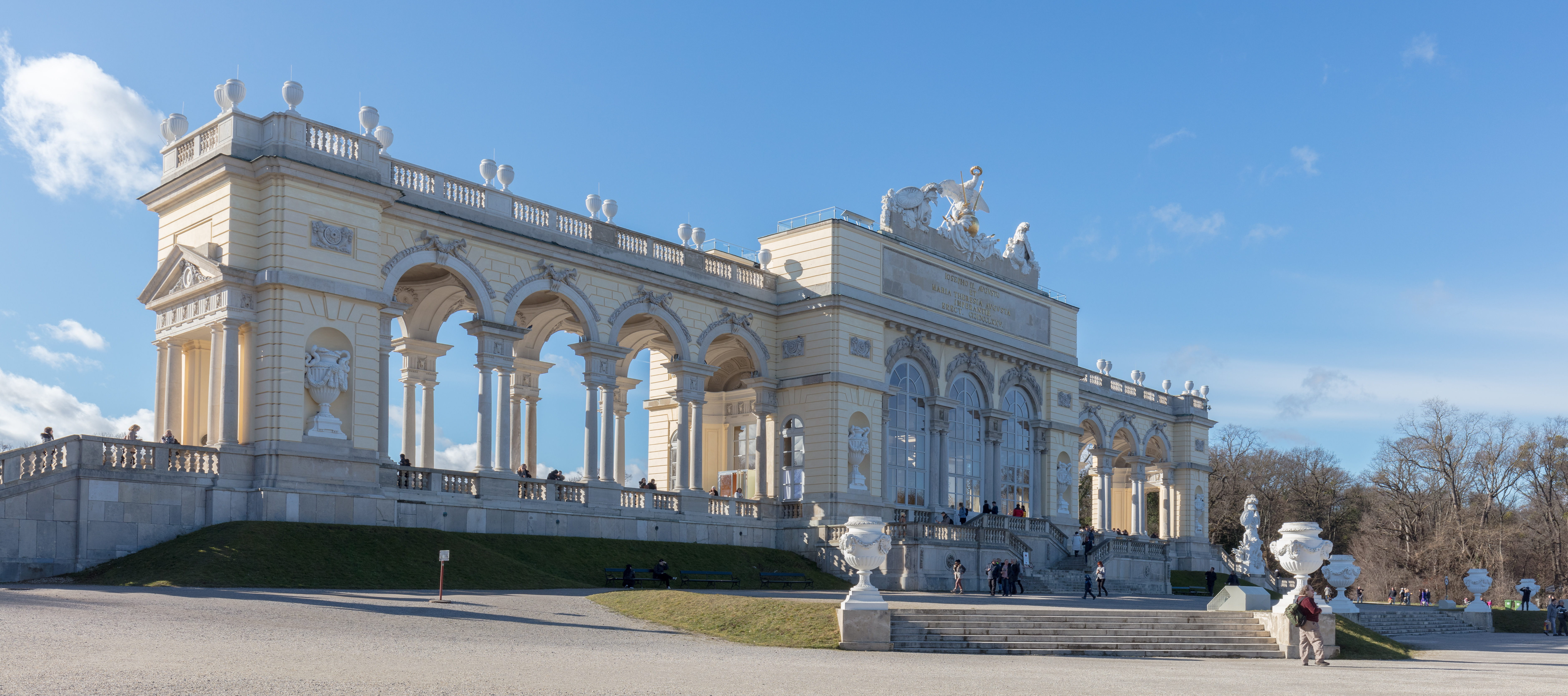
Gloriette nel parco del castello Schönbrunn; fotografata in direzione sud
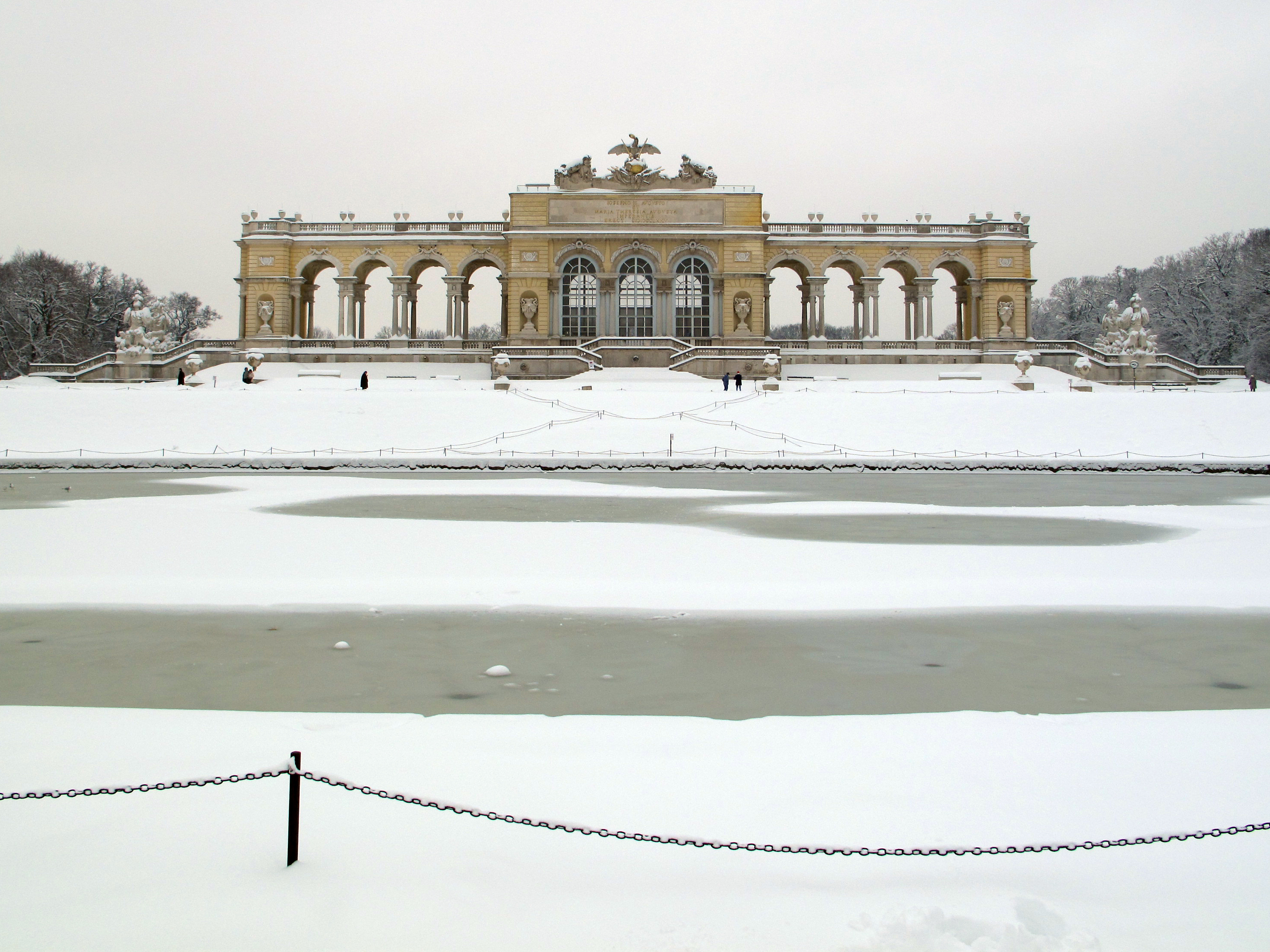
La Gloriette d'inverno
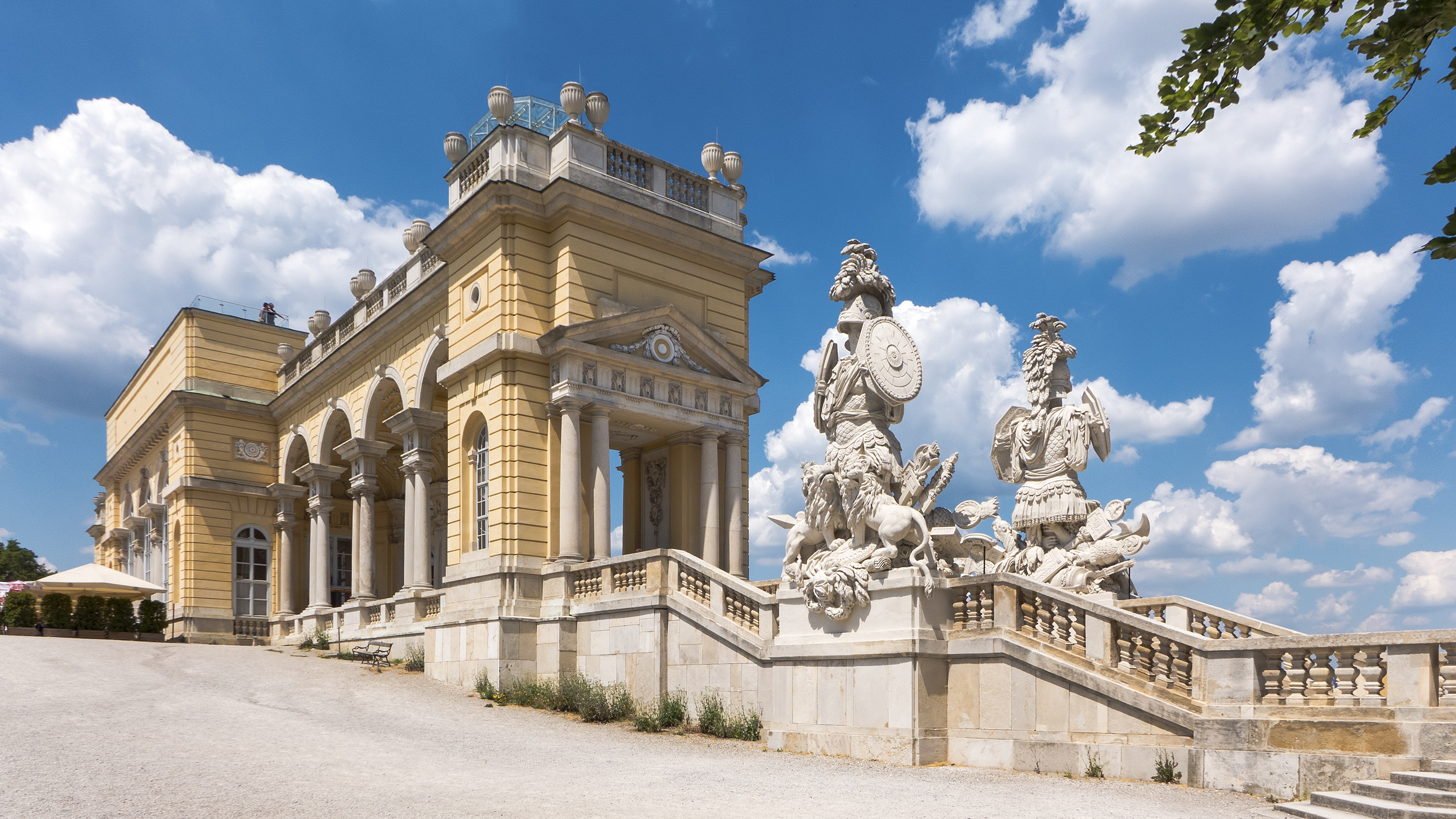
Parte posteriore della Gloriette